# Spätzlesieb

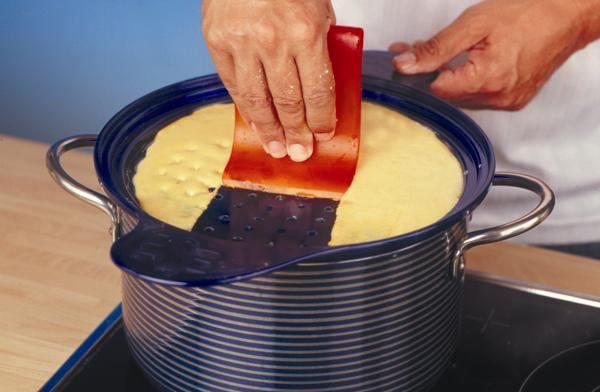
Das Spätzlesieb

Ein Spätzlesieb ist ein Gerät zur Herstellung von Knöpfle und damit eine Alternative zu Spätzlehobel oder Spätzlepresse. Das Spätzlesieb ist eine runde Scheibe aus Edelstahl, Aluminium oder Kunststoff mit runden Löchern (Durchmesser rund 8 mm). Für größere Mengen wird in der Schweiz ein tiefes, topfähnliches Sieb verwendet. Dieses Gerät war, mit drei Beinen versehen, früher als „Spatzenseiher“ auch in Schwaben verbreitet.
Zur Herstellung der Spätzle wird das Sieb auf einen Topf mit kochendem Wasser aufgesetzt. Der Spätzleteig wird auf das Sieb gegeben und mithilfe eines Spatels durch das Brett geschabt. Wenn der Spatel direkt auf dem Sieb geführt wird, kommen unten kurze Knöpfle heraus.
Mittlerweile gibt es auch einen Spatel mit Abstandshalter. Der Spatel wird somit nicht mehr direkt auf dem Sieb geführt, der Teig nicht abgeschnitten. Dadurch kommen längere Knöpfle, den Spätzle ähnlich, heraus.